# Anne Margrethe Bredal
Anne Margrethe Bredal (* 13. September 1655 in Klovborg; † 2. März 1729 in Horsens) war eine dänische Autorin und „gelehrte Frau“.

## Leben
Anne Margrethe Bredal war die Tochter von Jens Pedersen Bredal († um 1681), Pastor der drei kleinen Kirchspiele Klovborg, Tyrsting und Grædstrup, und dessen Ehefrau Marie Holgersdatter. Sie wurde auf dem Pfarrhof Skade (Skade Præstegaard) geboren, der heute zu Klovborg (nordwestlich von Horsens) gehört. Sie hatte zwei Brüder, von denen Holger Jensen Bredal († 1722) Nachfolger des Vaters wurde.
Sie war sehr begabt und wurde von ihrem Vater von früher Kindheit an nach humanistischen Idealen ausgebildet und beherrschte Latein und Altgriechisch. Bewusst eiferte sie gelehrten Frauen wie Birgitte Thott nach. Schon im Alter von 15 Jahren verfasste sie ein neulateinisches Huldigungsgedicht Spes Daniæ (Dänemarks Hoffnung) zur Krönung von Christian V., das 1671 gedruckt wurde.
Als Zwanzigjährige kam sie als Hauslehrerin in die Familie von Birgitte Gjøe, der Witwe von Henning Quitzow auf Qvitzowsholm (heute Hofmansgave) und Großmutter von Anne Margrethe Quitzow. Birgitte Gjøe hatte nach dem Vorbild ihrer Vorfahrin Birgitte Gøye Mädchen und Jungen aus ihrer Verwandtschaft aufgenommen, um ihnen eine humanistische Bildung zu ermöglichen. Hier unterrichtete Anne Margrethe Bredal unter anderem die drei Kinder des Dichters Conrad von Höveln, der mit Birgitte Gjøes Schwester verheiratet war.
Nach Birgitte Gjøes Tod 1677 verheirateten ihre Eltern sie mit dem Gutsverwalter Niels Sørensen Skygge auf Brahesholm (bei Assens) und Sandager auf Fünen. In dieser 17 Jahre währenden Ehe gebar sie acht Kinder, einen Sohn und sieben Töchter. Da ihr Mann nicht gesund war, oblag ihr die Verwaltung des Guts, wodurch ihr wenig Zeit für intellektuelle Beschäftigung blieb. In zweiter Ehe heiratete sie nach drei Jahren als Witwe den Magister Erik Bredal (begraben 5. Dezember 1735). Dieser war 1722 zum Nachfolger ihres Bruder designiert worden, wurde jedoch nicht ordiniert, sondern blieb Rektor der Schule in Horsens. Diese Ehe blieb kinderlos, so dass ihr mehr Zeit zu Studium blieb.
Neben dem Huldigungsgedicht sind von Anne Margrethe Bredal zwei lateinische Briefe erhalten, darunter eine 1703 datierte Autobiographie in Briefform, die vermutlich an Jens Bircherod (1658–1708), den gelehrten Bischof von Aalborg, gerichtet war. Sie gelangte dann in Otto Sperlings Materialsammlung für sein nie publiziertes Werk De foeminis doctis oder gynæceum, eine Studie zu nahezu 1400 gelehrten Frauen aus allen Nationen und Jahrhunderten. Schon bald wurde Anne Margrethe Bredals Autobiographie in Darstellungen aufgenommen, die auf den Vorarbeiten Sperlings basierten, wie Albert Thuras Gynæceum Daniæ litteratum, das Bredal als noch lebend angab, aber erst nach ihrem Tod 1732 erschien, und F. C. Schønaus Samling af Danske lærde Fruentimmer von 1753.

## Werke
- Spes Daniæ, publica et indubitata, cui favet August. Rex Christianus quintus, Fridericiburgi 6. Junii Ann. 1671 unctus seu Oratio q. panegyrica in ædibus Schaddanis pastoralibus, præsentibus rever. Dn. Præposito et pastoribus provinciæ Wratzianæ, nec non quibusdam studiosis, memoriter dicta. Kopenhagen 1671.